# Баляди і розкази
«Баляди і розкази» — дебютна поетична збірка українського письменника Івана Франка; видана у 1876 році у серії «Письма Івана Франка», у якій пізніше вийшли збірка прози «Борислав. Картини з життя підгірського народу» (Випуск ІІ) та оповідання «Навернений грішник» (Випуск ІІІ). Поетичну збірку «Баляди і розкази» присвячено «Благородній дівиці Надежді» (літературний псевдонім Ольги Рошкевич).

## Опис
Збірка містить як Франкові переспіви поезій відомих поетів, так і оригінальні твори поета. У період «молодечого романтизму» Франко переспівує Г. Гейне («Лицар»), О. Пушкіна («Шотландська пісня», «Русалка»), О. К. Толстого («Ой чому ж ти мя, тяжке горенько…»), Й.-В. Ґете («Помста за вбитого (Арабська дума)»).
Лідія Вербицька підкреслює, що  І.Франко по-романтичному зображає стосунки природи і людини на рівні міфологічної взаємодії. Так, у поезії «Лицар (за Гейне)» ліричний герой закоханий у дівчину, «у сукнях із морської піни». Зазвичай блідий, німий та понурий, лицар «в обіймах русалки, мов п’яний лежить», він забуває увесь світ і поринає в чари міфічної істоти. У вірші «Русалка (із Пушкіна)» виявляється колорит давніх вірувань про дівчат-русалок, що існують між людським світом і світом природи. Вони з’являються вночі на березі озер і річок та заманють у водяну глибінь зачарованих чоловіків. Старий монах, вдивляючись у хвилі озера після заходу сонця,  помітив дівчину, «чарівну і бліду», що, виплила з глибини, чесала пишні коси та махала йому рукою. Вона сміється і плаче, заграває зі старим. Русалка заполоняє думки монаха, і її нічні зітхання «Сюди! Сюди!» заманюють старця на дно.
У збірці автор поєднує ліро-епічні баладні мотиви туги, зради, нещасливого кохання з романтичним топосом моря («Рибак серед моря», «Керманич»), із епічними літописними історіями («Аскольд і Дір під Царгородом», «Князь Олег», «Данина», «Хрест Чигиринський») та епілогом — віршем «Коляда (руським господарям)».
У вірші «Керманич» водяна дівчина з'являється у вигляді колишньої коханки керманича. Вдивляючись в шумливі води Черемоша, ліричний герой  у «підводних палатах скляних», бачить свою любку, що кличе його до себе. Керманич зникає безслідно у водах ріки. У поезії  «Рибак серед моря»  смерть героя серед хвиль  під час бурі межує з філософськими роздумами про смерть серед життєвого моря.
У поезії «Коляда» І. Франко вперше звертається до образу Божої Матері.  Страждання Богородиці  перетворюються у символ безмірної туги. Божа Матір після розп'яття Христа ходить по землі, шукає свого єдиного сина, не зхнаходить його і гірко плаче:
Пречиста Діва весь світ сходила,
Весь світ сходила, сина гляділа....

У збірці І.Франка простежується взаємозв’язок образного світовідчуття ліричного героя з природними топосами, стихіями та явищами. Богдан Тихолоз у передмові до видання 2007 року підкреслює:
«Не можна не згадати й численні образи природи, яка для романтиків постає як живий організм, нескінченний і загадковий: тваринні (характерні для українського фольклору кінь, змія, сокіл, крук, а також екзотичні гієни, шакали і навіть верблюд), рослинні (хміль, дуб, сон-зілля – опіум), астральні образи денного й нічного світил (сонця, місяця) та стихійних явищ (буря, бугір, вихор)».

## Перевидання 1914 року
У 1914 р. Франко перевидає свою першу збірку, доповнюючи її іншими віршами, написаними протягом 1874—1878, деякі з яких були друковані у періодичних виданнях «Друг» та «Громадський друг» за підписом «Джеджалик». У цьому перевиданні під назвою «Із літ моєї молодості» баладно-розповідна лінія доповнена ранніми Франковими спробами у формі сонета та сатиричним циклом «Наші чесноти» («А. Діяльність. Б. Патріотизм. В. Згідливість»), написаному в манері віршування «на злобу дня».

## Видання 2007 року
2007 року Львівським відділенням Інститута літератури ім.Т.Г.  Шевченка Національної академії наук України у серії «Літературні пам'ятки» було здійснено видання збірки І. Франка «Баляди і розкази». Упорядник та автор вступного слова - Богдан Тихолоз, коментарі та пояснення слів - Мирослава Ізбенко. ISBN 978-966-02-4423-8  [Архівовано 10 липня 2021 у Wayback Machine.].
Як стверджує Степан Захаркін, це перше академічне видання творів класика української літератури за 80 років наукового освоєння його доробку. Це виданя може слугувати взірцем видання наукової пам'ятки.  Видання місить, по-перше, філіґранно підготовлений текст поезій (транслітерація засобами сучасної графіки передає особливості Франкової мови), по-друге, репринтно відтворений  першодрук збірки (Львів, 1876), по-третє, репродуковані збережені автографи віршів, що ввійшли до неї, по-четверте, скрупульозне зведення різночитань і варіантів, які містяться в рукописних джерелах і прижиттєвих публікаціях творів письменника; по-п'яте,  вступну статтю Богдана Тихолоза, яка вирізняється широтою охоплення матеріалу й новизною інтерпретацій.  У передмові аналіз збірки здійснюється в найрізноманітніших аспектах (стиль, жанрова природа, поетика тощо) і контекстах (місце у Франковій творчості, генетичний зв’язок з раннім поетичним циклом Міцкевіча «Балади і романси» тощо).